# Otto Herbert Schmitt
Otto Herbert Schmitt, ameriški izumitelj, inženir in biofizik, * 6. april 1913, St. Louis, Missouri, ZDA, † 6. januar 1998.
Schmitt je najbolj znan po svojih znanstvenih prispevkih k biofiziki in po ustanovitvi področja biomedicinskega inženirstva. Skoval je izraz biomimetika in izumil Schmittovo sprožilo, diferencialni ojačevalec in s prekinjalom stabiliziran ojačevalec.
Diplomiral je leta 1934 na Washingtonovi univerzi v St. Louisu. Doktoriral je leta 1937.